# Synagoga Salomona Kona w Łodzi
Synagoga Salomona Kona w Łodzi – prywatny dom modlitwy znajdujący się w Łodzi przy ulicy Piotrkowskiej 19.
Synagoga została założona w 1895 roku z inicjatywy Salomona Kona. Mogła ona pomieścić 30 osób. Podczas II wojny światowej hitlerowcy zdewastowali synagogę.  